# The Damned (The Walking Dead)
The Damned là tập thứ hai trong Phần 8 của series phim truyền hình The Walking Dead. Tập phim được phát sóng trên kênh AMC của Mỹ vào ngày 29 tháng 10 năm 2017. Khi phát sóng tại Mỹ, tập phim đã được 8,92 triệu người xem trong đó có 4,0 triệu người từ 18-49 tuổi.

## Nội dung tập
Tại một tiền đồn của The Saviors, Mara – thành viên cấp cao chịu trách nhiệm quản lý nơi này đang chỉ đạo cho các thành viên khác bảo trì vũ khí. Cô ta dùng bộ đàm liên lạc với những tên lính gác cổng nhưng không nhận được hồi đáp. Đột nhiên, một nhóm các thành viên của liên quân (trong đó có Aaron, Eric, Tobin, Scott và Francine) lao xe vào và bắn tới tấp về phía The Saviors. Bị tấn công bất ngờ, chúng vội vàng tìm chỗ nấp và cũng dùng súng đáp trả lại.
Tại tiền đồn trạm vệ tinh, nhóm của Tara, Morgan, Jesus và Dianne quan sát bầy xác sống đang đi trong lớp hàng rào ở giữa bao quanh nơi này (do The Saviors cố tình tạo ra để củng cố phòng thủ). Morgan bảo rằng mình sẽ đánh lạc hướng cho bầy xác sống tụ lại một chỗ, giúp Dianne có tầm ngắm thoáng để bắn chết những tên lính gác bên ngoài. Andy và Freddie đề nghị được giúp đỡ Morgan nhưng bị ông từ chối. Jesus dặn mọi người phải hết sức cẩn thận, không để kẻ địch nổ súng vì lúc đó, kế hoạch tấn công bất ngờ của họ sẽ đổ bể.
Quay trở lại chỗ Carol, Ezekiel và các binh lính The Kingdom khác vừa bị một thành viên của The Saviors ném bom khói vào. Sau khi giết những xác sống lao tới tấn công và chờ khói tan, họ nhận ra kẻ kia đã trốn thoát. Carol lo sợ rằng hắn sẽ chạy về tiền đồn cách đó không xa để báo cho đồng bọn biết, nhưng Ezekiel mỉm cười đầy tự tin rằng họ sẽ ngăn chặn được hắn và sẽ chiến thắng. Ông cho một người quay lại đón những binh lính The Kingdom khác tới sau và thả Shiva khỏi chuồng, sau đó tiếp tục cùng cả đoàn di chuyển về phía tiền đồn.
Ở tiền đồn nơi nhóm của Aaron đang phụ trách việc tấn công, họ nhất quyết tìm cách không để cho bất kỳ thành viên The Saviors nào thoát ra được bên ngoài mà cố cô lập chúng ở bên trong.
Dù Mara đã dùng bộ đàm ra lệnh cho 2 tên lính gác trước tòa nhà chứa kho vũ khí phải đứng nguyên ở vị trí, chúng lập tức bị nhóm của Rick & Daryl hạ gục và lẻn vào. Để lại ba người khác đứng canh chừng phòng khi địch đến, Rick và Daryl tiếp tục di chuyển vào trong để tìm căn phòng cất giữ vũ khí.
Tại tiền đồn trạm vệ tinh, Morgan đi đến gần gây sự chú ý của bầy xác sống giữa hàng rào, khiến chúng tụ lại một chỗ. Trong lúc 2 tên lính gác còn chưa biết chuyện gì đang xảy ra, Dianne đã dùng cung bắn chết chúng. Nhóm của họ sau đó nhanh chóng di chuyển vào trong khu nhà, dùng súng giảm thanh bắn chết những tên đang đi tuần quanh hàng lang rồi chia ra thành từng nhóm nhỏ đứng sẵn trước những phòng đang có địch ở trong.
Rick và Daryl nghiên cứu mảnh giấy cung cấp thông tin về kho vũ khí mà Dwight đưa. Sau khi lục soát một tầng trong khu nhà nhưng không thấy, họ quyết định di chuyển lên tìm ở những tầng trên.
Quay lại trận địa của nhóm Aaron, Mara tự tin cho rằng phe liên quân quá hèn nhát nên chỉ đứng ngoài bắn chứ không dám tiến vào thêm. Scott nhận thấy có vài tên The Saviors đang cố thoát ra ở bên phía mình, khiến Eric vội vàng chạy tới hỗ trợ để ngăn chặn chúng.
Các thành viên trong liên quân tại tiền đồn trạm vệ tinh đồng loạt đạp cửa xông vào bắn chết các thành viên The Saviors bên trong. Tuy nhiên tại cánh cửa nơi Morgan cùng Andy & Freddie đứng, họ gặp phải đúng nhiều kẻ đang cầm súng. Trước những tràng đạn dồn dập của địch, cả Morgan, Andy và Freddie đều ngã xuống.
Rick và Daryl đã lên được tầng cao nhất của tòa nhà kia. Họ quyết định tách ra để tìm kiếm phòng chứa vũ khí nhanh hơn. Bởi nếu để số súng ở đó được đưa về The Sanctuary, Negan cùng đồng bọn sẽ sử dụng chúng để giải quyết bầy xác sống đang bao vây bên ngoài và mở lối thoát.
Tara & Jesus bước vào một căn phòng tại tiền đồn trạm vệ tinh và thấy Dean - một thành viên The Saviors đang nấp ở đây, run rẩy sợ hãi và thậm chí đã tiểu cả ra quần. Hắn van xin được tha mạng và bảo rằng mình chỉ là người bị bắt đến đây để hầu hạ những kẻ khác. Tara không tin những lời Dean nói và kiên quyết muốn giết hắn, nhưng Jesus đã cản cô lại và bảo họ không cần phải ra tay với những kẻ đầu hàng.
Đúng lúc đó, Dianne cùng những thành viên còn lại chạy tới gần đó và bắn trả những thành viên The Saviors đang phản kháng. Đứng phía bên kia hành lang, Oscar nói lớn báo với Tara và Jesus rằng đã không thấy Morgan cùng vài người khác đâu nữa.
Quay lại nhìn Dean, Tara vẫn muốn dùng súng bắn chết hắn, mặc cho Jesus bảo cô đừng để ý chí trả thù (cho cái chết của Denise) lấn át. Một viên đạn từ trận đấu súng bên ngoài lạc vào phòng họ, khiến cả hai bị phân tâm, tạo thời cơ cho Dean cướp lấy súng của Jesus rồi chĩa vào đầu anh ấy. Dean yêu cầu Tara phải thả súng của cô xuống để định ép cả hai người thành con tin. Tuy nhiên, khi thấy Tara dường như vẫn kiên quyết tìm cách bắn mình, hắn bèn giơ súng định bắn cô. Nhân lúc này, Jesus liền hất súng khỏi tay hắn và khống chế Dean trở lại. Một lần nữa, bất chấp ý kiến của Tara, Jesus đánh ngất Dean và trói hắn lại.
Từ bộ đàm của Dean, họ nghe thấy đồng bọn của hắn báo việc trốn thoát thông qua một lối đi khác. Nhóm của Tara, Jesus và Dianne lập tức tập hợp lại và chạy đến lối ra của chúng để chặn đầu.
Sau khi các thành viên The Saviors đã rời đi, Morgan mở mắt bên cạnh xác của Andy & Freddie. Do trước đó mặc sẵn áo chống đạn nên ông đã may mắn không bị chết. Ông ngồi dậy, hai tay cầm hai khẩu súng và lập tức đuổi theo những kẻ kia.
Sau một hồi chiến đấu, Mara mới bàng hoàng nhận ra rằng phe liên quân chỉ đứng ngoài bắn vào là để cho các thành viên The Saviors bị bắn chết biến đổi thành xác sống và tự xử lý những đồng đội của mình. Cô ta mải suy nghĩ để rồi bị một xác sống tấn công và ăn thịt.
Trên đường lần theo tên thành viên The Saviors kia, khi được Carol bày tỏ thắc mắc rằng tại sao ông vẫn mỉm cười và giữ vẻ lạc quan dù sắp tới là cả một chiến lớn, Ezekiel đáp rằng ông cần phải như vậy để tạo điểm tựa tinh thần, để truyền hy vọng và sự lạc quan đó cho người dân của mình. Cả đoàn phát hiện thấy một dấu máu còn mới, chứng tỏ rằng kẻ kia đã trúng đạn từ ban nãy và đang di chuyển chậm hơn họ.
Trong lúc truy tìm kho vũ khí, Daryl tình cờ bước vào một căn phòng nơi anh thấy một chiếc còng tay cùng một hộp thức ăn cho chó. Ký ức về những ngày làm tù nhân ở The Sanctuary chợt hiện về. Trong khi đó, Rick bị một thành viên The Saviors bất ngờ tấn công và cuối cùng cũng giết được hắn sau một hồi giằng co.
Trên đường đi, Morgan vừa dùng súng bắn hạ các thành viên The Saviors, vừa hồi tưởng về thời điểm trước đây khi ông bày tỏ sự bất đồng quan điểm với việc Rick định dẫn quân tới tấn công tiền đồn trạm vệ tinh này.
Jesus chỉ đạo cho nhóm của mình đứng ở cửa ra mai phục sẵn các thành viên The Saviors đang chạy trốn. Một lần nữa trước sự khó chịu của Tara, anh yêu cầu tất cả mọi người chỉ được chĩa súng không chế chứ không được khai hỏa. Alden - một thành viên của The Saviors chạy ra đầu tiên và hạ vũ khí xuống, sau đó bảo những đồng bọn khác của mình làm theo.
Morgan vẫn tiếp tục tiêu diệt hàng loạt thành viên The Saviors. Cuối cùng, ông cũng ra được bên ngoài khu nhà nơi nhóm của Jesus đang bao vây những kẻ kia. Trông thấy Jared – kẻ từng gây nên cái chết của Benjamin, Morgan lao tới định bắn hắn nhưng bị Jesus cản lại.
Rick lấy được một chùm chìa khóa từ kẻ vừa bị mình giết và dùng chúng để mở một căn phòng đang đóng chặt. Anh ngỡ ngàng khi nhận ra đây là phòng của một em bé tên Gracie đang ngủ say trong cũi.
Nhóm của Ezekiel & Carol cuối cùng cũng đuổi kịp tên thành viên của The Saviors đang chạy trốn kia. Tuy nhiên trước khi họ phải ra tay, Shiva đã lao tới và xử lý hắn.
Sau một hồi đấu súng qua lại, dù gặp phải bất lợi trước đó nhưng phe bên The Saviors đã dần đảo ngược được tình thế. Francine cùng vài cư dân Alexandria khác đã bị chúng bắn chết. Trông thấy Eric đang sắp sửa bị một vài tên địch mai phục, Aaron vội vàng leo lên một chiếc xe và lùi lại tông chúng. Anh chạy đến chỗ bạn trai chỉ để phát hiện ra Eric đã bị trúng đạn ở bụng. Aaron vội vàng dìu Eric rời khỏi khu vực nguy hiểm.
Qua chiếc bộ đàm của kẻ thuộc The Saviors vừa bị Shiva giết, nhóm của Ezekiel & Carol nhận ra rằng trước khi chết, hắn đã kịp liên lạc về đề báo với đồng bọn ở tiền đồn kia để chúng chuẩn bị phòng thủ. Dẫu vậy, Ezekiel vẫn quyết định sẽ tấn công. Ông rút kiếm ra và mỉm cười đắc thắng. Carol cũng nở nụ cười nhìn ông.
Rick bước vào một căn phòng khác và thấy bức ảnh của một người phụ nữ mà anh từng quen – Miranda. Một thành viên The Saviors đứng từ sau bất ngờ chĩa súng vào anh, và đó chính là Morales, người từng ở trong nhóm Atlanta với Rick. "Kết thúc rồi, Rick. Tôi đã gọi The Saviors quay trở lại" – Morales nói.

## Diễn viên

### Diễn viên chính
- Andrew Lincoln vai Rick Grimes
- Norman Reedus vai Daryl Dixon
- Lauren Cohan vai Maggie Rhee*
- Chandler Riggs vai Carl Grimes*
- Danai Gurira vai Michonne*
- Melissa McBride vai Carol Peletier
- Lennie James vai Morgan Jones
- Alanna Masterson vai Tara Chambler
- Josh McDermitt vai Eugene Porter*
- Christian Serratos vai Rosita Espinosa*
- Seth Gilliam vai Gabriel Stokes*
- Ross Marquand vai Aaron
- Jeffrey Dean Morgan vai Negan*
- Austin Amelio vai Dwight*
- Tom Payne vai Paul Rovia
- Xander Berkeley vai Gregory*
- Khary Payton vai Ezekiel
- Steven Ogg vai Simon*
- Katelyn Nacon vai Enid*
- Pollyanna McIntosh vai Jadis*

### Diễn viên định kỳ
- Callan McAuliffe vai Alden
- Jordan Woods-Robinson vai Eric Raleigh
- Jason Douglas vai Tobin
- Cooper Andrews vai Jerry
- Kenric Green vai Scott

*Không xuất hiện trong tập này

### Các diễn viên phụ khác
- Juan Gabriel Pareja vai Morales
- Dahlia Legault vai Francine
- Kerry Cahill vai Dianne
- Peter Zimmerman vai Eduardo
- Carlos Navarro vai Alvaro
- Daniel Newman vai Daniel
- Jeremy Palko vai Andy
- Brett Gentile vai Freddie
- Anthony Lopez vai Oscar
- Joshua Mikel vai Jared
- Adam Fristoe vai Dean
- Lindsey Garrett vai Mara
- Lee Norris vai Todd
- Jake Kearney vai Nelson
- Miya Golden vai Huck
- Rick Shoemaker vai Dino
- Scarlett & Sophia vai Gracie
- Karl Funk vai Neil
- Bethany Kasulas vai Katy
- Tyler Buckingham vai Thành viên The Saviors
- Timothy Douglas Perez vai Thành viên The Saviors
- Jason Alexander Davis vai Thành viên The Saviors
- Joshua Lamboy vai Thành viên The Saviors

## Cái chết trong tập
- J. Top
- Roy
- Andy
- Freddie
- Dino
- Mara
- Nelson
- Francine
- (Ít nhất) 34 thành viên của The Saviors
- (Ít nhất) 8 cư dân của Alexandria

## Đánh giá
Tập phim đã tạo ra những phản hồi trái chiều, với chỉ một nửa (50%) trong số 22 bài nhận xét trên trang Rotten Tomatoes là theo chiều hướng tốt. Nhận xét tóm lược mà trang này đưa ra là: ""The Damned" là một sự thụt lùi sau mở màn đầy hứa hẹn tuần trước, với sự trở lại của một nhân vật đã bị lãng quên từ lâu, và rất nhiều cảnh hành động nhưng thiếu sự kịch tính".

## Lỗi phim
- Trong cảnh hai tên lính gác tòa nhà chứa kho vũ khí bị Rick & Daryl bắn chết, dù máu của chúng văng lên cửa kính phía sau, cho thấy rằng đạn đã đi xuyên đầu, nhưng cửa kính đó lại không bị vỡ.
- Trong cảnh Morgan tỉnh lại sau khi vờ chết, dù trước đó Andy được nhìn thấy trong tình trạng chết không nhắm mắt, nhưng khi Morgan ngồi dậy, mắt của anh ta đã được nhìn thấy đóng lại.
- Mặc dù bị bắn vào vai nhưng trên vai của Tobin không hề thấy có máu.
- Sau khi Aaron leo lên một chiếc xe lùi lại để đâm một vài thành viên The Saviors, một tên trong số đó trước khi ngã xuống đã đập mạnh vào kính chắn gió và tạo thành một vết nứt. Tuy nhiên ngay trong cảnh tiếp theo khi Aaron bước ra khỏi xe, vết nứt đã biến mất và thay vào đó, một thành viên The Saviors lại được nhìn thấy bất động trên nóc xe, chân ngả xuống trước kính chắn gió.